# 마루오카 사토루
마루오카 사토루(일본어: 丸岡 悟, 1997년 12월 6일~)는 일본의 축구 선수이다.

## 구단 경력
그는 2020년 J3리그의 블라우블리츠 아키타에 입단했다. 2022년까지 50경기에 출전하여, 4득점을 넣었다. 2023년 일본 풋볼 리그의 라인미어 아오모리로 이적했다.